# Julio Iglesias
Julio Iglesias (Madrid, 1943. szeptember 23. –) Grammy-díjas spanyol énekes.
Több mint 250 millió albumát adták el. 14 nyelven, összesen 77 albuma jelent meg. Nemzetközi ismertségre az 1970-es és 1980-as években tett szert romantikus dalaival és karakteres „latin” úriember megjelenésével. „Spanyol trubadúrnak” is nevezik. Körülbelül 5000 koncertet adott a világ minden táján. 

## Élete
Julio a galiciai dr. Julio Iglesias Puga és Maria del Rosario de la Cueva y Perignat legidősebb fia. Amikor 61 éves volt, 87 éves apjának több gyereke volt, mint neki. Féltestvérei Jaime és Ruth 2004. május 18-án és 2006. július 26-án születtek apja Ronna Keitt-tel való házasságából.
Amíg az 1960-as évek elején jogi egyetemre járt Madridban rövidebb ideig a Real Madrid kapusa is volt. 1963-ban labdarúgó karrierjét fel kellett adnia egy autóbaleset után. Ha nem történt volna meg a baleset akkor valószínűleg soha nem lesz énekes. Julio így emlékezik vissza: „Autóbalesetem volt, méghozzá egy nagyon nagyon furcsa autóbalesetem. Elvesztettem az autó felett az uralmam, és ennek következtében részlegesen lebénultam és nagyon beteg voltam három évig.” Az orvosok úgy gondolták, hogy a fiatalember soha többé nem fog tudni járni, de állapota lassacskán javulásnak indult. Ekkor kezdett el gitározni, hogy kézügyességét javítsa. Amint felépült visszatért tanulmányaihoz, és Angliába utazott, hogy angol nyelvet tanuljon, először Ramsgate-ben majd a Bell Educational Trust's Language Schoolban Cambridge-ben.
2001 júniusában megszerezte jogi diplomáját a madridi Complutense Egyetemen, és ezzel megtartotta az akkoriban 84 éves apjának tett ígéretét, miszerint befejezi az egyetemet, amit 35 évvel korábban abbahagyott zenei karrierjének érdekében.

## Magánélete
Az 1970-es években jött össze az Hola! magazin újságírójával, Isabel Preyslerrel, és mindössze hét hónappal később összeházasodtak.
3 közös gyerekük van:
- Isabel Iglesias, aki Chabeli Iglesias néven ismert (1971. szeptember 3., Madrid)
- Ifj. Julio José Iglesias (1973. február 25., Madrid)
- Enrique Iglesias énekes (1975. május 8., Madrid)

## Diszkográfia
- Yo Canto – „Én énekelek” (1969)
- Gwendolyne– (1970)
- Por una mujer  – „Egy nőért” (1972)
- Soy – „Vagyok” (1973)
- Und das Meer singt sein Lied (1973)
- A Flor de Piel – „Bőrrózsaként” (1974)
- A Mexico – „Mexikónak” (1975)
- El Amor – „A szerelem” (1975)
- America (1976)
- En El Olympia (Élő felvétel a párizsi Olympia színházban, (1976)
- Se mi lasci, non vale – „Ha elhagysz, nem ér” (1976)
- Schenk mir deine Liebe (1976)
- A Mis 33 Años – „Az én 33 évemmel”  (1977)
- Sono Un Pirata, Sono Un Signore – „Kalóz vagyok, úr vagyok” (1978)
- Emociones – „Érzelmek” (1978)
- Aimer La Vie – „Szeretni az életet” (1978)
- Innamorarsi alla mia età – „Szerelmes lenni az én koromban” (1979)
- A Vous Les Femmes – „Nektek, Nőknek” (1979)
- Hey! (1980)
- Sentimental – „Egy érzelmes lélek” (1980)
- Amanti (1980)
- De niña a mujer (1981)
- Fidèle (1981)
- Zartlichkeiten – „Gyengédségek” (1981)
- Minhas canções preferidas – „Kedvenc dalaim” (1981)
- Momentos (1982)
- Momenti (1982)
- Et l'amour créa la femme (1982)
- In Concert (1983)
- Julio (1983)
- 1100 Bel Air Place (1984)
- Libra (1985)
- Un Hombre Solo – „Egy férfi egyedül” (1987)
- Tutto L'Amore Che Ti Manca (1987)
- Non Stop (1988)
- Raíces – „Gyökerek” (1989)
- Latinamente – „Latinosan” (1989)
- Starry Night (1990)
- Calor – „Meleg” (1992)
- Anche senza di te (1992)
- Crazy (1994)
- La Carretera – „Az országút” (1995)
- Tango ( 1996)
- My Life: The Greatest Hits (1998)
- Noche de Cuatro Lunas – „Négyholdas éjszaka” (2000)
- Una Donna Può Cambiar la Vita – „Egy nő megváltoztathatja az életet” (2001)
- Ao Meu Brasil – „Az én Brazíliámnak” (2001)
- Divorcio – „Válás” (2003)
- Love Songs (2003)
- En Français (2004)
- Love Songs - Canciones de amor (2004)
- L'homme que je suis – „A férfi, aki vagyok” (2005)
- Romantic Classics (2006)
- Quelque chose de France – „Bármi Franciaországból” (2007)